# Claire Forlani
Claire Antonia Forlani (Middlesex, Inglaterra; 17 de diciembre de 1971) es una actriz británica de cine y televisión que se hizo conocida por su actuación en ¿Conoces a Joe Black? en 1998.

## Biografía
Forlani nació en Twickenham en Londres, Inglaterra, hija de Barbara Dickinson, de origen inglés, y de Pier Forlani, un mánager de música proveniente de Ferrara, Italia. A los once años Forlani ingresó en el Arts Educational School de Londres, en los seis años en que permaneció en dicha academia, estudió danza además de interpretación, lo cual le abrió las puertas para interpretar más tarde obras como The Nutcracker y Orpheus in the Underworld. Habiendo actuado en el teatro, la televisión británica la contrató para una serie televisiva y para una película de televisión.
Los padres de Forlani quisieron ayudar a su hija a obtener papeles en películas de cine, por lo que decidieron en 1993 trasladarse a San Francisco, California. Pronto llegó la primera oferta de la industria cinematográfica estadounidense: fue seleccionada en ese mismo año para aparecer en la miniserie de televisión J. F. K.: Reckless Youth y seguidamente para la película de cine Police Academy: Mission to Moscow.
A continuación, Forlani intervino en algunas películas, hasta que en 1996 participó en La Roca, protagonizada por Sean Connery y Nicolas Cage. Un año más tarde obtuvo al fin el reconocimiento de la crítica por su interpretación en The Last Time I Committed Suicide, después de haber actuado en películas que en su mayoría habían sido intrascendentes.
Por su papel en ¿Conoces a Joe Black?, en la que fue coprotagonista junto a Brad Pitt y Anthony Hopkins, adquirió en 1998 una amplia fama entre el público estadounidense e internacional.
Luego trabajó en la serie CSI: New York, como la Dra. Peyton Driscoll, y más recientemente en la primera temporada de la serie Camelot interpretando a la madre del Rey Arturo, Lady Igraine.
Forlani estuvo relacionada amorosamente con los actores Benicio del Toro, John Cusack (entre 1997 y 1998), Ben Stiller y Brad Pitt (entre 1998 y 1999). En junio de 2007, Forlani contrajo matrimonio con el actor Dougray Scott. Juntos tienen un hijo, Milo Thomas Scott, nacido el 27 de diciembre de 2014.

## Filmografía

### Cine y televisión
| Año             | Título                                        | Papel             |
| --------------- | --------------------------------------------- | ----------------- |
| 1992            | Gypsy Eyes                                    | Katarina          |
| 1994            | Police Academy: Mission to Moscow             | Katrina           |
| 1995            | Mallrats                                      | Brandi Svenning   |
| 1996            | La Roca                                       | Jade Angelou      |
| 1996            | Basquiat                                      | Gina Cardinale    |
| 1998            | ¿Conoces a Joe Black?                         | Susan Parrish     |
| 1999            | Mystery Men                                   | Monica            |
| 2000            | Boys and Girls                                | Jennifer Burrows  |
| 2001            | Antitrust                                     | Alice Poulson     |
| 2003            | The Medallion                                 | Nicole James      |
| 2003            | The Pentagon Papers                           | Patricia Marx     |
| 2004            | Bobby Jones: A Stroke of Genius               | Mary Malone Jones |
| 2005            | Mr. Ripley el regreso                         | Cynthia           |
| 2005            | Hooligans: Stand your Ground                  | Shannon Dunham    |
| 2006            | Nightmares & Dreamscapes                      | Doris Freeman     |
| 2006            | Hallam Foe                                    | Verity Foe        |
| 2006-2007, 2010 | CSI: Nueva York                               | Dr. Peyton Drisco |
| 2007            | In the Name of the King: A Dungeon Siege Tale | Solana            |
| 2007            | Carolina Moon                                 | Tory Bodeen       |
| 2008            | Flashbacks of a Fool                          | Ruth              |
| 2008            | Beer for My Horses                            | Annie Streets     |
| 2009            | Not Forgotten                                 | Katie             |
| 2009            | Shannon's Rainbow                             | Christine         |
| 2010            | Ice                                           | Jacqueline        |
| 2011            | Love's Kitchen                                | Kate Templeton    |
| 2011            | Deauville                                     | Claire            |
| 2011            | Crossmaglen                                   | Kathy Monahan     |
| 2011            | Camelot (serie de televisión)                 | Reina Igraine     |
| 2013            | Another Me                                    | Ann Delussey      |
| 2016            | Hawaii Five-0 (serie de televisión)           | Alicia Brown      |
| 2016            | Mercancía peligrosa                           | Karen             |
| 2019            | Five Feet Apart                               | Meredith          |